# پرسی بومونت
پرسی بومونت (انگلیسی: Percy Beaumont؛ 3 September 1897 – ۱۹۶۷ (۶۹−۷۰ سال)) بازیکن فوتبال بود.